# Lucca (Dakota du Nord)
Pour les articles homonymes, voir Lucca.
Lucca est une zone non incorporée située dans le comté de Barnes, dans l’État du Dakota du Nord, aux États-Unis.
Lucca a probablement été nommée en hommage à la chanteuse d’opéra Pauline Lucca mais selon une autre source son nom proviendrait de la ville italienne de Lucques.

## Source
- (en) Cet article est partiellement ou en totalité issu de l’article de Wikipédia en anglais intitulé « Lucca, North Dakota » (voir la liste des auteurs).

1. ↑  (en) https://geonames.usgs.gov/apex/f?p=gnispq:3:0::NO::P3_FID:1030035
2. ↑  (en) Douglas A. Wick, North Dakota Place Names, Prairie House, 1989 (ISBN 9780911007114, lire en ligne), p. 117